# Michael Brocke
Michael Brocke (* 1940 in Frankenthal/Pfalz) ist ein deutscher Judaist. Er war u. a. von 1996 bis 2021 Direktor des Salomon Ludwig Steinheim-Instituts für deutsch-jüdische Geschichte an der Universität Duisburg-Essen.

## Wissenschaftlicher Werdegang
Michael Brocke studierte Romanistik, Philosophie und Theologie an den Universitäten Saarbrücken und Freiburg i. Br. sowie Judaistik an der Hebräischen Universität Jerusalem (als einer der ersten deutschen Studenten in Israel) und der Universität Wien. 1970 wurde er promoviert.
Seine Lehrtätigkeit im Fach Judaistik begann 1968 an den Universitäten Regensburg und Duisburg. Von 1985 bis 1988 war er Professor für Judaistik an der Universität-Gesamthochschule Duisburg, von 1988 bis 1996 Professor für Judaistik an der Freien Universität Berlin. 1996 wurde Brocke Professor für Jüdische Studien an der Gerhard-Mercator-Universität Duisburg und Direktor des 1986 von Julius H. Schoeps und Brocke selbst gegründeten Salomon Ludwig Steinheim-Instituts für deutsch-jüdische Geschichte, das seit 2011 in Essen ansässig ist. Von 2003 bis zum Eintritt in den Ruhestand 2005 war Brocke Lehrstuhlinhaber für Jüdische Studien an der Heinrich-Heine-Universität Düsseldorf. Michael Brocke hatte Gastprofessuren in Jerusalem, Los Angeles und Bloomington (Indiana) inne. Mit seiner ehemaligen Ehefrau, der Judaistin Edna Brocke, konzipierte er zahlreiche Projekte des jüdisch-christlichen Dialogs.

## Ehrung
Im September 2008 wurde Brocke der Moses-Mendelssohn-Preis des Landes Berlin verliehen. Nach Einschätzung der Jury ist Brocke einer der renommiertesten deutschen Judaisten nichtjüdischer Herkunft und hat sich insbesondere in der wissenschaftlichen Dokumentation und Erforschung jüdischer Friedhöfe herausragende Verdienste erworben.

## Schriften (Auswahl)
- Beter und Rebellen – Geschichte und Kultur des osteuropäischen Judentums, Frankfurt 1981
- Wolkensäule und Feuerschein. Jüdische Theologie des Holocaust, München 1982
- Beter und Rebellen. Aus 1000 Jahren Judentum in Polen, Frankfurt a. M. 1983
- Die Erzählungen des Rabbi Nachman von Bratzlaw. Zum ersten Mal aus dem Jiddischen und Hebräischen übersetzt, kommentiert und mit einem Nachwort versehen von Michael Brocke, München und Wien 1985
- Grenzsteine des Lebens. Auf jüdischen Friedhöfen am Niederrhein, Michael Brocke (Text), Hartmut Mirbach (Fotografien). Duisburg 1988
- Nur Gräber bleiben mir. Jüdische Friedhöfe in Wesel. Zeugnisse jüdischen Lebens, Köln 1988
- Stein und Name. Die jüdischen Friedhöfe in Ostdeutschland (Neue Bundesländer/DDR und Berlin), Berlin 1994 (mit Eckehardt Ruthenberg und Kai Uwe Schulenburg)
- Gershom Scholem, Von Berlin nach Jerusalem. Jugenderinnerungen, aus dem Hebräischen von Michael Brocke und Andrea Schatz, Frankfurt a. M. 1994
- Der alte jüdische Friedhof zu Frankfurt am Main, Sigmaringen 1996
- Herausgeber: Kalonymos. Beiträge zur deutsch-jüdischen Geschichte aus dem Salomon Ludwig Steinheim-Institut. Vierteljahreszeitschrift, Duisburg 1997 ff.
- „Feuer an Dein Heiligtum gelegt“. Zerstörte Synagogen 1938 Nordrhein-Westfalen, Bochum 1999
- Haus des Lebens. Jüdische Friedhöfe in Deutschland, Leipzig 2001
- seit 2002 Mitherausgeber von: Moses Mendelssohn: Gesammelte Schriften. Jubiläumsausgabe, Frommann-Holzboog Verlag, Stuttgart-Bad Cannstatt 1972 ff.
- Biographisches Handbuch der Rabbiner. Hrsg. von Michael Brocke und Julius Carlebach s. A., bearbeitet von Carsten Wilke
  - Teil 1: Die Rabbiner der Emanzipationszeit in den deutschen, böhmischen und großpolnischen Ländern 1781–1871. 2 Bände (Band 1: Aach - Juspa; Band 2: Kaempf - Zuckermann), K. G. Saur, München 2004.
  - Teil 2: Die Rabbiner im Deutschen Reich 1871–1945. 2 Bände (Band 1: Aaron - Kusnitzki; Band 2: Landau - Zuckermann), Walter de Gruyter, Berlin 2009.